# Ludwik Głogowski
Ludwik Głogowski herbu Grzymała (ur. 1799, zm. 16 grudnia 1869 w Głowaczowej) – szlachcic polski, szambelan austriacki, dziedzic Psar, Zadarowa i innych miejscowości. 

## Rodzina
Był synem Wincentego Głogowskiego i Urszuli Jabłonowskiej herbu Grzymała, wnukiem Antoniego Głogowskiego. Jego pierwszą żoną była Teresa Maria hrabina Stadnicka herbu Szreniawa bez Krzyża, córka Jana Kantego Edwarda Stadnickiego. Z tego małżeństwa narodził się syn Aleksander, zmarły dzieckiem, i córka Julia. Drugą żoną była Anna Pankowics. Z tego małżeństwa narodziła się córka Wilma Wilhemina Anna.